# CETN1
CETN1 (англ. Centrin 1) – білок, який кодується однойменним геном, розташованим у людей на короткому плечі 18-ї хромосоми. Довжина поліпептидного ланцюга білка становить 172 амінокислот, а молекулярна маса — 19 570.
| 10         |  | 20         |  | 30         |  | 40         |  | 50         |
| ---------- |  | ---------- |  | ---------- |  | ---------- |  | ---------- |
| MASGFKKPSA |  | ASTGQKRKVA |  | PKPELTEDQK |  | QEVREAFDLF |  | DVDGSGTIDA |
| KELKVAMRAL |  | GFEPRKEEMK |  | KMISEVDREG |  | TGKISFNDFL |  | AVMTQKMSEK |
| DTKEEILKAF |  | RLFDDDETGK |  | ISFKNLKRVA |  | NELGENLTDE |  | ELQEMIDEAD |
| RDGDGEVNEE |  | EFLRIMKKTS |  | LY         |  |            |  |            |

A: Аланін

D: Аспарагінова кислота

E: Глутамінова кислота

F: Фенілаланін

G: Гліцин

I: Ізолейцин

K: Лізин

L: Лейцин

M: Метіонін

N: Аспарагін

P: Пролін

Q: Глутамін

R: Аргінін

S: Серин

T: Треонін

V: Валін

Кодований геном білок за функцією належить до фосфопротеїнів. 
Задіяний у таких біологічних процесах, як клітинний цикл, поділ клітини, мітоз, ацетилювання. 
Білок має сайт для зв'язування з іонами металів, іоном кальцію. 
Локалізований у цитоплазмі, цитоскелеті.